# بزرگراه شهید نواب صفوی (تهران)

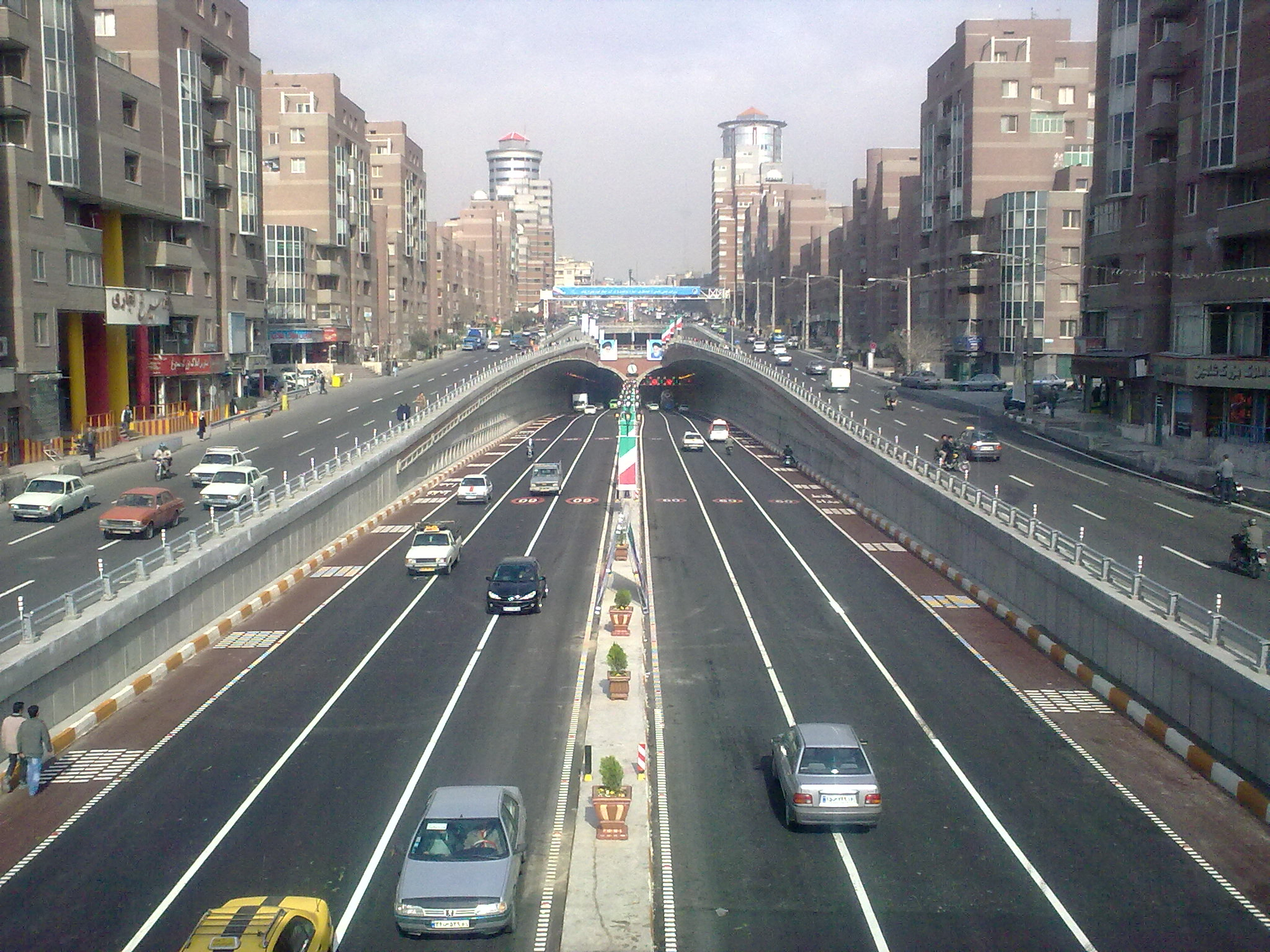
وردوی تونل توحید از سمت بزرگراه نواب

بزرگراه شهید نواب صفوی با شماره بزرگراه ۲۷ که تا قبل از انقلاب اسلامی خیابان نواب نام داشت یکی از بزرگراه‌های تهران است که جهت شمالی-جنوبی دارد. این بزرگراه که در مرکز تهران واقع شده، از میدان جمهوری آغاز شده و به دوراهی بزرگراه یارجانی و بزرگراه چراغی منتهی می‌شود.
هدف از ساخت این بزرگراه وصل کردن مرکز و شمال تهران به جنوب تهران بود.

## طرح نواب
ایده طراحی بزرگراه نواب به عنوان شریان اصلی که از سمت شمال بزرگراه چمران را به جنوب تهران متصل می‌کند از سال ۱۳۴۴ مطرح شده بود. شهرداری تهران با مدیریت غلامحسین کرباسچی در سال ۱۳۶۹،و پس از تأیید کمیسیون ماده ۵ شورای عالی معماری و شهرسازی ایران طراحی و اجرای این بزرگراه را در دستور کار خود قرار داد.
پروژه نواب، عنوان بزرگ‌ترین پروژه نوسازی کشور را یدک می‌کشید. این پروژه قرار بود در پنج فاز اجرا شود که فاز ۴ این پروژه، تا به امروز اجرا نشده‌است.
اهداف این طرح موارد زیر اعلام شده بود:
- برقراری ارتباط سریع شمال و جنوب شهر
- تخریب محلات و بافت‌های کهنه و فرسوده نواب
- پیاده کردن ضوابط و استانداردهای شهرسازی
- اعمال ضوابط و رهنمودهای ترافیکی به منظور جلوگیری از تقاطع‌های نامعقول
- ایمن‌سازی مسیر از طریق ایجاد فضای سبز در حریم بزرگراه
- تعیین کاربری‌های مناسب برای اراضی مناسب حاشیه مسیر

طرح نواب که نوسازی بافت‌های اطراف این بزرگراه همزمان با ساخت آن بود به دلیل برخی مشکلات مانند نادیده گرفتن نیازهای اجتماعی و خدماتی در زمان انجام تغییرات در آن، کاهش ده درصدی عرض این بزرگراه و برخی موارد دیگر نتوانست به تمام اهداف خود برسد و سبب شد تا کارشناسان از این بزرگراه به عنوان یک کانال آلوده‌کننده بسیار بزرگ و سرباز یاد کنند. اجرای این طرح برخلاف موفقیتی که در کاهش مشکل ترافیک داشت، به لحاظ شهری پیامدهای بسیاری برای بافت پیرامون ایجاد کرد که گسستگی در بافت مسکونی مانند محله بریانک که از محلات قدیمی و هویت‌دار شهری‌است یکی از پیامدهای منفی این پروژه است.
همچنین ساخت و ساز با حداقل فاصله از لبه بزرگراه، عدم انطباق آپارتمان‌های بلند مرتبه ساخته‌شده با ویژگی‌های فرهنگی، اجتماعی و اقتصادی ساکنان اصیل محل، تعداد زیاد واحدهای مسکونی در هر بلوک، عدم توجه به قسمت پیاده‌رو، عدم وجود فضاهای سبز و پارگینگ موردنیاز ساکنان، آلودگی هوا و آلودگی صوتی به علت مجاورت با بزرگراه از دیگر علل ناکارآمدی این طرح ذکر شده‌است.
برای اجرای پروژه نواب، بیش از ۲۵۰۰ ملک مسکونی تخریب شد که بیش از ۳۰۰۰ خانوار در آنها سکونت داشتند. بخش پایین ساختمان‌های مسکونی اتوبان نواب، تجاری است که این هم مشکل دیگری برای این پروژه محسوب می‌شود چون کسی هنگام عبور از اتوبان، برای خرید کردن ایست نمی‌کند.

## نگارخانه

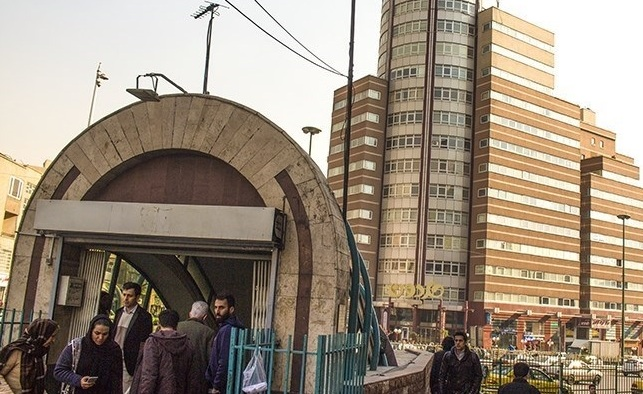
اتوبان نواب، ایستگاه مترو و ساختمانهای سر به فلک کشیده کنار آن

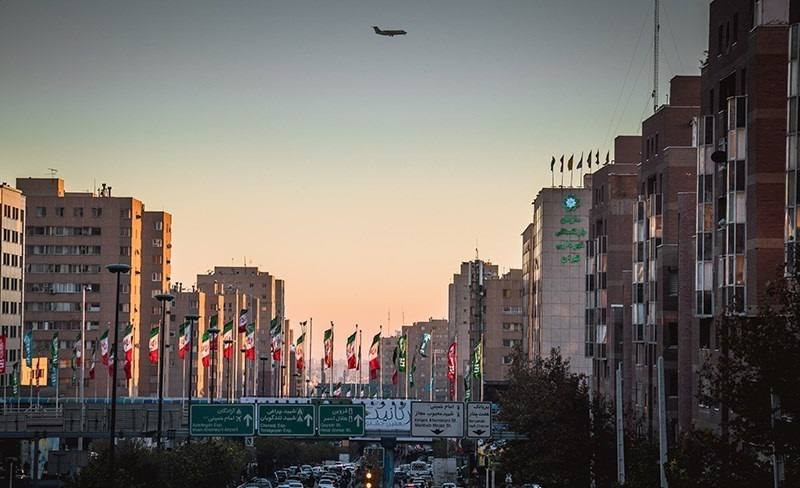

## تقاطع‌ها
| از شمال به جنوب               | از شمال به جنوب                                  | از شمال به جنوب |
| ----------------------------- | ------------------------------------------------ | --------------- |
| میدان جمهوری اسلامی           | خیابان جمهوری اسلامی خیابان توحید                |                 |
| دوربرگردان                    |                                                  |                 |
| ایستگاه متروی شهید نواب صفوی  |                                                  |                 |
|                               | خیابان آذربایجان                                 |                 |
| BRT 4 ایستگاه آذربایجان       |                                                  |                 |
| دوربرگردان                    |                                                  |                 |
| تونل توحید                    |                                                  |                 |
|                               | خیابان امام خمینی                                |                 |
| ایستگاه متروی رودکی           |                                                  |                 |
| BRT 4 ایستگاه امام خمینی      |                                                  |                 |
| BRT 4 ایستگاه کمیل            |                                                  |                 |
| ایستگاه متروی کمیل            |                                                  |                 |
|                               | خیابان محبوب مجاز                                |                 |
| BRT 4 ایستگاه صفدری           |                                                  |                 |
| چهارراه رضایی                 | بلوار بریانک                                     |                 |
| ایستگاه متروی بریانک          |                                                  |                 |
| BRT 4 ایستگاه بریانک/پل قزوین |                                                  |                 |
| پل قزوین                      | خیابان قزوین                                     |                 |
| BRT 4 ایستگاه هلال احمر       |                                                  |                 |
| پل هلال احمر                  | خیابان هلال احمر                                 |                 |
|                               | میدان نهم دی خیابان دشت آزادگان خیابان شیخ محمدی |                 |
|                               | بزرگراه یارجانی بزرگراه چراغی                    |                 |
| از جنوب به شمال               |                                                  |                 |